# Алберт II фон Хоенберг
Алберт II фон Хоенберг (на немски: Albert II von Hohenberg) от швабския род Хоенберг, е епископ на Фрайзинг (1349 – 1359), Констанц (1334 – 1335, 1356 – 1357), като Алберт I фон Хоенберг на Вюрцбург (1345 – 1349) и като Алберт V граф на Хоенберг.

## Живот
Син е на граф Рудолф I фон Хоенберг († 1336) и неговата съпруга, Агнес фон Верденберг († 1317).
Алберт II следва теология и право в Сорбоната в Париж. Крал Лудвиг IV Баварски го номинира за дворцов канцлер и му дава имперски фогтай в Елзас. Там той преследва евреите през 1338 и 1340 г. Често е на дипломатически мисии за краля в Рим, Франция и Англия.
През 1349 г. папа Климент VI го прави епископ на Фрайзинг.
Погребан е в манастирската църква „Санкт Мориц“ в Ротенбург ам Некар, гробницата на Хоенбергите.